# جورنی‌من (مجموعه تلویزیونی)
جورنی‌من (انگلیسی: Journeyman) یک مجموعه تلویزیونی علمی–تخیلی-عاشقانه ساخته کوین فالز برای تلویزیون بیستم است که که از ان‌بی‌سی پخش شد.